# Sono Centrum
Sono Centrum je víceúčelová stavba v ulici Veveří v Brně-Žabovřeskách. Otevřena byla roku 2016. Devítipatrová budova sdružuje hotel, hudební klub, konferenční sál a restauraci. Prosklená budova, v jejímž středu je koule, je dílem architekta Františka Šmédka. Sono Centrum je provozováno firmou Sono Records a jejím investorem Jiřím Štoplem.
Pro svůj atypický tvar si Sono Centrum vysloužilo celou řadu přezdívek, mimo jiné i „Hvězda smrti“, podle fiktivní stanice z filmů Star Wars.

## Historie
Budova vznikla v místě bývalého brownfieldu, resp. dlouhodobě nevyužité proluky v zástavbě ulice Veveří. Vznik Sono Centra provázela dlouho se táhnoucí korupční kauza. Bývalý starosta městské části Brno-Žabovřesky Aleš Kvapil a lobbista Radovan Novotný požadovali od investora stavby Jiřího Štopla peníze za „nekomplikování“ stavby. Kauza dostala politiky do vězení.

## Hudební klub
Hudební klub má kapacitu okolo 1200 míst ke stání nebo 700 k sezení. Sál tvoří plocha a dva ochozy, VIP prostor a pět barů.
Mezi interprety, kteří v Sono Centru zahráli, patří např. Alt-J, Oláfur Arnalds, Glen Hansard, Dylan Moran, Bill Bailey, Smokie, Kabát, Pražský výběr, Tři sestry nebo Priessnitz.

## Hotel
Čtyřhvězdičkový hotel disponuje ve svých 9 patrech celkovou kapacitu 72 lůžek. 

## Restaurace
V restauraci najde místo 110 osob a typický je pro ni koncept street food.

## Konferenční sál
Konferenční sál je nejnovější částí Sono Centra, která vznikla v roce 2016. Poskytuje prostor pro 120 lidí a slouží k pořádání přednášek a konferencí.